# Danielle Rousseau
Danielle Rousseau es un personaje ficticio de la serie de televisión estadounidense Lost, interpretado por Mira Furlan.

## Personaje
Danielle permanece en la isla desde hace 16 años, cuando su expedición científica captó una transmisión que repetía los números "4 8 15 16 23 42" una y otra vez. Todos sus compañeros de expedición murieron a causa de una extraña enfermedad, y "los otros" se llevaron a su hija Alex.
Los supervivientes del vuelo 815 captan una llamada de socorro suya con un transceptor, y Sayid logra encontrarla siguiendo unos cables que van desde la playa a su refugio. Rapta al hijo de Claire, para intentar intercambiárselo por su hija a "los otros", pero es perseguida por Sayid y Charlie, que logran arrebatarle al niño. Posteriormente se insinúa que lo secuestró para salvarlo de la extraña enfermedad.
Torturó a Sayid creyendo que era uno "de los otros" mientras este daba la vuelta a la isla.
En la tercera temporada, ella ve a su hija, cuando ésta estaba guiando a Locke hacia el submarino. Vacila para ir a encontrarla pues no sabe cómo reaccionará la muchacha y si la aceptará como madre. Al saber Ben que Alex está contra él, decide entregarla a los náufragos con quienes está Danielle, con lo cual se produce el reencuentro de madre e hija y el reconocimiento de Ben ante Alex sobre la maternidad de Danielle.
Muere en la 4.ª temporada, junto con Karl, el novio de su hija Alex, a manos del comando que llega a la isla a bordo del carguero bajo las órdenes de Charles Widmore, con el fin de capturar a Benjamin Linus
Danielle Rouseau joven aparece en el episodio 4 de la 5.ª temporada embarazada. Muestra cuando llega a la isla como mueren los dos primeros integrantes de su grupo. Después vemos como mata a los otros dos y a su esposo. 
- Datos: Q51381